# Зунчук, Патрик
Патрик Сергей Зунчук Мелендес (исп. Patrick Sergei Zunczuk Meléndez; род. 21 февраля 1995, Лима) — перуанский футболист, вратарь клуба «Университарио».

## Клубная карьера
Зунчук начал профессиональную карьеру в клубе «Университарио» из своего родного города. Летом 2014 года он попал в заявку основной команды на участие в чемпионате. 10 августа в матче против «Универсидад Сан-Мартин» он дебютировал в перуанской Примере.